# Gymnastikos Athlītikos Syllogos Pamvochaïkos
Il Gymnastikos Athlītikos Syllogos Pamvochaïkos (in greco "Γυμναστικός Αθλητικός Σύλλογος Παμβοχαϊκός") è una società di pallavolo maschile greca, con sede ad Velo-Vocha: milita nel campionato greco di B Ethnikī Andrōn.

## Storia
Il Gymnastikos Athlītikos Syllogos Pamvochaïkos viene fondato nel 1961, militando per quasi cinquanta anni nella pallavolo amatoriale greca. Nel 2009 il club debutta nel campionato cadetto greco, impiegando due sole annate per raggiungere la promozione nella Volley League, debuttandovi nella stagione 2011-12, chiusa in terza posizione. Nella stagione seguente il club debutta in una competizione europea, la Coppa CEV, spingendosi fino ai quarti di finale; in campionato invece raggiunge la prima finale scudetto della propria storia, dove cede in quattro giochi all'Olympiakos.
A ridosso dell'inizio della stagione 2020-21, la società comunica il ritiro dalla Volley League .
A causa dell'annullamento di tutti i campionati organizzati dalla Federazione greca per la stagione 2020-21, la società rientra in campo nell'annata 2021-22 disputando la B Ethnikī Andrōn, quarta serie nazionale.